# Lophochernes hians
Lophochernes hians es una especie de arácnido del orden Pseudoscorpionida de la familia Cheliferidae.

## Distribución geográfica
Se encuentra en Malasia y las Islas Salomón.